# Clarens (Południowa Afryka)
Clarens — miasteczko w Wolnym Państwie Orania położone przy granicy z Lesotho, na pogórzu gór Maluti. 
Clarens zostało założone zostało w 1912 roku na terenie dwóch farm: "Leliehoek" oraz "Naauwpoort" i nazwane na cześć miasta Clarens w Szwajcarii, gdzie ostatnie lata życia spędził Paul Kruger. 
Mekka artystów i znany ośrodek turystyczny w RPA.